# Campeonato Europeu de Atletismo em Pista Coberta de 2013 - 60 m masculino
A prova dos 60 metros masculino do Campeonato Europeu de Atletismo em Pista Coberta de 2013 foi disputada entre 1 e 2 de março de 2013 no Scandinavium em Gotemburgo, Suécia.

## Recordes
Antes desta competição, os recordes mundiais e do campeonato nesta prova eram os seguintes:
|                       | Nome           | Nacionalidade  | Tempo | Local         | Data                                      |
| --------------------- | -------------- | -------------- | ----- | ------------- | ----------------------------------------- |
| Recorde mundial       | Maurice Greene | Estados Unidos | 6s 39 | Madri Atlanta | 3 de fevereiro de 1998 3 de março de 2001 |
| Recorde do campeonato | Dwain Chambers | Reino Unido    | 6s 42 | Turim         | 7 de março de 2009                        |
| Recorde europeu       | Dwain Chambers | Reino Unido    | 6s 42 | Turim         | 7 de março de 2009                        |

## Medalhistas
| Ouro               | Prata               | Bronze             |
| Jimmy Vicaut (FRA) | James Dasaolu (GBR) | Michael Tumi (ITA) |

## Cronograma
Todos os horários são locais (UTC+2).
| Data       | Hora  | Evento    |
| ---------- | ----- | --------- |
| 1 de março | 17:00 | Bateria   |
| 2 de março | 17:15 | Semifinal |
| 2 de março | 18:40 | Final     |

## Resultados

### Bateria
Qualificação: 4 atletas de cada bateria  (Q) mais os  4 melhores qualificados (q).  

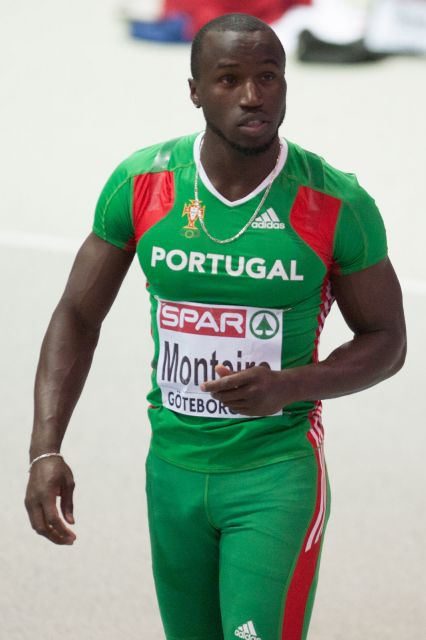
Ricardo Monteiro de Portugal.

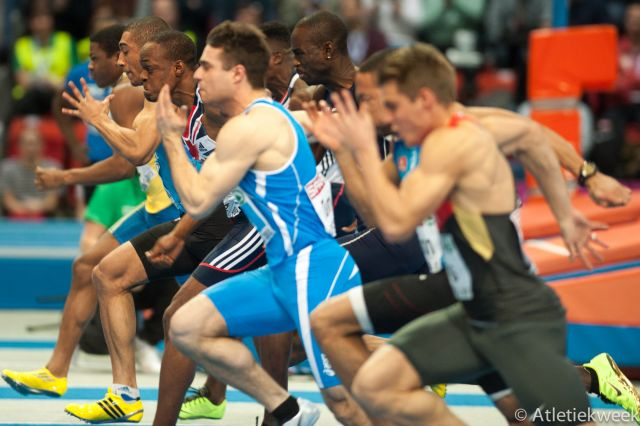
A final de 60 metros em andamento.

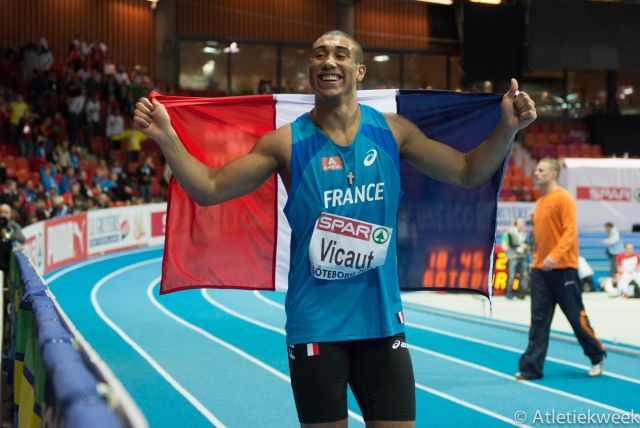
Jimmy Vicaut ganhou o ouro para a França.

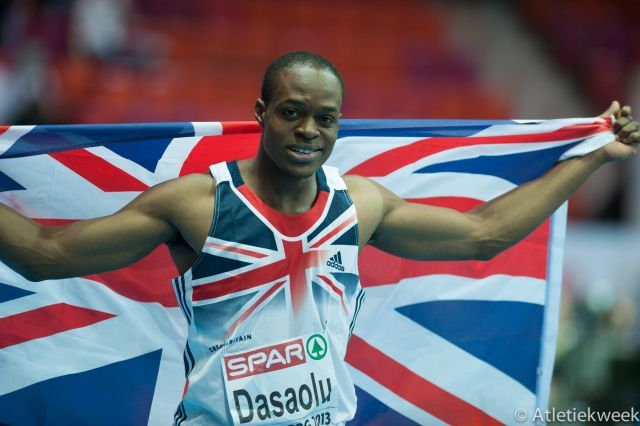
James Dasaolu da Grã-Bretanha terminou em segundo lugar na final.

| Posição | Bateria | Atleta                 | Nacionalidade      | Tempo | Notas |
| ------- | ------- | ---------------------- | ------------------ | ----- | ----- |
| 1       | 2       | Jimmy Vicaut           | França             | 6.55  | Q     |
| 2       | 3       | Michael Tumi           | Itália             | 6.59  | Q     |
| 3       | 3       | James Dasaolu          | Reino Unido        | 6.62  | Q     |
| 4       | 1       | Catalin Cîmpeanu       | Roménia            | 6.64  | Q     |
| 5       | 1       | Julian Reus            | Alemanha           | 6.64  | Q     |
| 6       | 1       | Harry Aikines-Aryeetey | Reino Unido        | 6.65  | Q,    |
| 6       | 2       | Jaysuma Saidy Ndure    | Noruega            | 6.65  | Q     |
| 8       | 3       | Aleksandr Brednev      | Rússia             | 6.68  | Q     |
| 8       | 1       | Emmanuel Biron         | França             | 6.72  | Q     |
| 8       | 2       | Simone Collio          | Itália             | 6.72  | Q     |
| 11      | 3       | Stefan Tärnhuvud       | Suécia             | 6.73  | Q,    |
| 11      | 1       | Rolf Fongué            | Suíça              | 6.73  | q     |
| 13      | 2       | Odain Rose             | Suécia             | 6.74  | Q     |
| 13      | 1       | Tom Kling-Baptiste     | Suécia             | 6.74  | q,    |
| 13      | 3       | Ricardo Monteiro       | Portugal           | 6.74  | q     |
| 16      | 3       | Adam Zavacký           | Eslováquia         | 6.76  | q     |
| 17      | 2       | Dwain Chambers         | Reino Unido        | 6.78  |       |
| 18      | 2       | Visa Hongisto          | Finlândia          | 6.79  |       |
| 19      | 1       | Diogo Antunes          | Portugal           | 6.81  |       |
| 20      | 2       | Riste Pandev           | Macedônia do Norte | 6.95  |       |
| 21      | 1       | Mikel de Sa            | Andorra            | 7.36  |       |
| 22      | 2       | Dominic Carroll        | Gibraltar          | 7.44  |       |

### Semifinal
Qualificação: classificaram-se  os 4 melhores de cada bateria (Q). 
| Posição | Bateria | Atleta                 | Nacionalidade | Tempo | Notas                |
| ------- | ------- | ---------------------- | ------------- | ----- | -------------------- |
| 1       | 2       | James Dasaolu          | Reino Unido   | 6.52  | Q,                   |
| 2       | 1       | Michael Tumi           | Itália        | 6.58  | Q                    |
| 3       | 1       | Jaysuma Saidy Ndure    | Noruega       | 6.59  | Q,                   |
| 4       | 2       | Jimmy Vicaut           | França        | 6.60  | Q                    |
| 5       | 2       | Odain Rose             | Suécia        | 6.63  | Q,                   |
| 6       | 1       | Harry Aikines-Aryeetey | Reino Unido   | 6.64  | Q,                   |
| 7       | 1       | Emmanuel Biron         | França        | 6.65  | Q                    |
| 8       | 1       | Catalin Cîmpeanu       | Roménia       | 6.66  |                      |
| 8       | 2       | Julian Reus            | Alemanha      | 6.66  | Q                    |
| 10      | 1       | Stefan Tärnhuvud       | Suécia        | 6.67  | Recorde pessoal      |
| 11      | 1       | Tom Kling-Baptiste     | Suécia        | 6.73  | Recorde da temporada |
| 12      | 2       | Rolf Fongué            | Suíça         | 6.75  |                      |
| 13      | 2       | Adam Zavacký           | Eslováquia    | 6.75  |                      |
| 14      | 2       | Aleksandr Brednev      | Rússia        | 6.75  |                      |
| 15      | 1       | Ricardo Monteiro       | Portugal      | 6.76  |                      |
| 16      | 2       | Simone Collio          | Itália        | 6.89  |                      |

### Final
A final foi realizada às 18:40 no dia 2 de março de 2013.  
| Posição           | Raia | Atleta                 | Nacionalidade | Tempo | Notas                |
| ----------------- | ---- | ---------------------- | ------------- | ----- | -------------------- |
| Medalha de ouro   | 6    | Jimmy Vicaut           | França        | 6.48  | ,                    |
| Medalha de prata  | 5    | James Dasaolu          | Reino Unido   | 6.48  | = ,                  |
| Medalha de bronze | 3    | Michael Tumi           | Itália        | 6.52  |                      |
| 4                 | 4    | Jaysuma Saidy Ndure    | Noruega       | 6.61  |                      |
| 5                 | 8    | Odain Rose             | Suécia        | 6.62  | Recorde pessoal      |
| 6                 | 1    | Julian Reus            | Alemanha      | 6.62  |                      |
| 7                 | 7    | Harry Aikines-Aryeetey | Reino Unido   | 6.63  | Recorde da temporada |
| 8                 | 2    | Emmanuel Biron         | França        | 6.63  | =                    |

Legenda
| Recorde mundial       | Recorde mundial (World record)               |                       | Recorde africano                      | Recorde africano (African) |                                           | Q | Classificado por posição (Qualified) |
| Recorde do campeonato | Recorde do campeonato (Championship record)  | Recorde da América    | Recorde da América (Americas)         | q                          | Classificado por melhor tempo (Qualified) |   |                                      |
| Melhor marca do ano   | Melhor marca do ano (World leading)          | Recorde asiático      | Recorde asiático (Asian)              | DNS                        | Não largou (Did not start)                |   |                                      |
| Recorde nacional      | Recorde nacional (National record)           | Recorde europeu       | Recorde europeu (European)            | DNF                        | Não terminou (Did not finish)             |   |                                      |
| Recorde pessoal       | Recorde pessoal do atleta (Personal best)    | Recorde da Oceania    | Recorde da Oceania (Oceania)          | DSQ / DQ                   | Desclassificado (Disqualified)            |   |                                      |
| Recorde da temporada  | Recorde da temporada do atleta (Season best) | Recorde sul-americano | Recorde sul-americano (South America) | NM                         | Sem marca (No mark)                       |   |                                      |